# Jesse Hale Moore

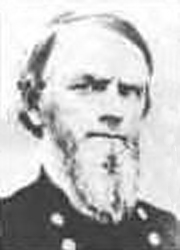
Jesse Hale Moore

Jesse Hale Moore (* 22. April 1817 bei Lebanon, Illinois; † 11. Juli 1883 in Callao, Peru) war ein US-amerikanischer Politiker. Zwischen 1869 und 1873 vertrat er den Bundesstaat Illinois im US-Repräsentantenhaus.

## Werdegang
Jesse Moore besuchte das McKendree College in seiner Heimatstadt Lebanon. Zwischen 1842 und 1844 arbeitete er in Nashville und von 1844 bis 1848 in Georgetown als Lehrer. Nach einem anschließenden Theologiestudium wurde er 1849 zum Geistlichen der Methodistenkirche ordiniert. Während des Bürgerkrieges diente er als Oberst im Heer der Union. Nach dem Krieg schlug er als Mitglied der Republikanischen Partei eine politische Laufbahn ein.
Bei den Kongresswahlen des Jahres 1868 wurde Moore im siebten Wahlbezirk von Illinois in das US-Repräsentantenhaus in Washington, D.C. gewählt, wo er am 4. März 1869 die Nachfolge von Henry P. H. Bromwell antrat. Nach einer Wiederwahl konnte er bis zum 4. März 1873 zwei Legislaturperioden im Kongress absolvieren. Ab 1871 war er Vorsitzender des Ausschusses für Invalidätsrenten. Im Jahr 1872 wurde er von seiner Partei nicht mehr zur Wiederwahl nominiert.
Zwischen 1873 und 1877 fungierte Jesse Hall als Bundesrentenbeauftragter (Pension Agent) in Springfield. Außerdem war er Pastor in Mechanicsburg. Im Jahr 1881 wurde er von US-Präsident Chester A. Arthur zum amerikanischen Konsul im peruanischen Callao ernannt. Dort ist er am 11. Juli 1883 auch verstorben.